# Aerangis brachycarpa
Aerangis brachycarpa (A.Rich.) T.Durand & Schinz, 1894 è una pianta della famiglia delle Orchidacee, diffusa in Africa orientale.

## Descrizione
È una orchidea epifita di media taglia, con fusto legnoso, eretto o pendente, che porta da 4 a 12 foglie, di colore verde scuro, talora con macchie nere, da obovate a spatolate, con apice bilobato. L'infiorescenza è un racemo che origina dall'ascella foliare, arcuato o pendente, che comprende da 2 a 12 fiori stellati di colore bianco, intensamente profumati.

## Biologia
Uno studio condotto in Kenya ha mostrato che questa specie può essere impollinata da due diverse falene della famiglia Sphingidae, Agrius convolvuli e Coelonia fulvinotata

## Distribuzione e habitat
La specie è diffusa in Eritrea, Etiopia, Kenya, Tanzania, Uganda, Angola, Malawi e Zambia.
Cresce come epifita nelle foreste di alta quota, tra 1 1.500 e i 2.300 m di altitudine.